# Протипоточний обмін

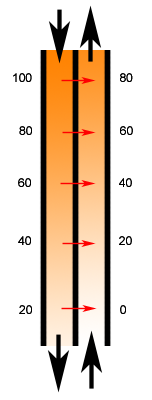
Протипоточний обмін теплотою. Варто відмітити наявність градієнту, яка забезпечує нагрівання холодного потоку і охолодження гарячого, але лише при їх протилежно спрямованому русі.

Протипоточний обмін — це механізм, що має місце в природі та мімікрується в індустрії та інженерії. Для протипоточного обміну характерний перехресний обмін певними властивостями, зазвичай теплотою, або якимось із компонентів між двома тілами, що рухаються в протилежні боки. Такими тілами можуть бути рідини, гази та навіть дрібнозернисті порошки, або будь-яка комбінація всього перерахованого. Наприклад, в дистиляційній колонці випари у вигляді бульбашок газу рухаються вгору крізь рідину, що тече вниз, обмінюючись з нею і теплотою, і енергією.
Кількість теплоти чи маси, що може бути переданою, більша при русі рідин в протилежні боки, ніж при їх русі в один бік, так як рух в протилежних напрямках дозволяє підтримувати в рідинах температурний або концентраційний градієнт. При обміні між рідинами, що рухаються в одному напрямку початковий градієнт вище, але він швидко знижується, і потенціал втрачається даремно. Наприклад, на сусідній діаграмі рідина, що нагрівається (виходить зверху), має більш високу температуру виходу, ніж охолоджена рідина (виходить знизу), яка використовувалася для нагрівання. Тобто при русі рідин в одному напрямку теплота передається не повністю. А протипоточний обмін дозволяє досягти кращого результату за таких самих умов.
Стабільний протипоточний обмін в циркуляторній мережі або петлі може бути використаний для нарощування концентрації, теплоти, чи інших властивостей рідин, що рухаються. Особливо в петлі, що омивається буферним розчином та за наявності помп, що забезпечують активний транспорт в трубочках, якими відтікає рідина. Така система називається протипоточний примножувач і уможливлює помножуючий ефект багатьох маленьких помп для поступового створення високої концентрації в зовнішньому буферному розчині.
Інші мережі протипоточного обміну, де рідини, що рухаються в різних напрямках, контактують одна з одною, використовуються для підтримки високих концентрацій розчиненої речовини, для збереження тепла, або для концентрування теплоти в певній точці системи.
Мережі або петлі з протипоточним обміном широко представлені в природі, особливо в біологічних системах. У хребетних вони мають назву чудова сітка, в оригіналі — назва органу в зябрах риб для поглинання кисню з води. Вона мімікрується в індустрії. Протипоточний обмін — ключова концепція в хімічній інженерії, термодинаміці та виробництві, наприклад при виділенні сахарози з цукрових буряків.
Протипоточне примноження — це схожа, але по суті інша концепція, що передбачає рух рідин в петлі, за яким слідує рух в протилежному напрямку з проміжною зоною. Трубочка, що веде до петлі пасивно підвищує градієнт нагрівання (чи охолодження), або концентрації розчину, в той час як в трубочці, по якій повертається рідина, постійно працюють помпи, так що поступова інтенсифікація концентрації теплоти створюється в напрямку петлі. Протипоточне примноження було знайдено в нирках, так само як і в багатьох інших органах.

## Три обмінні міжпоточні системи

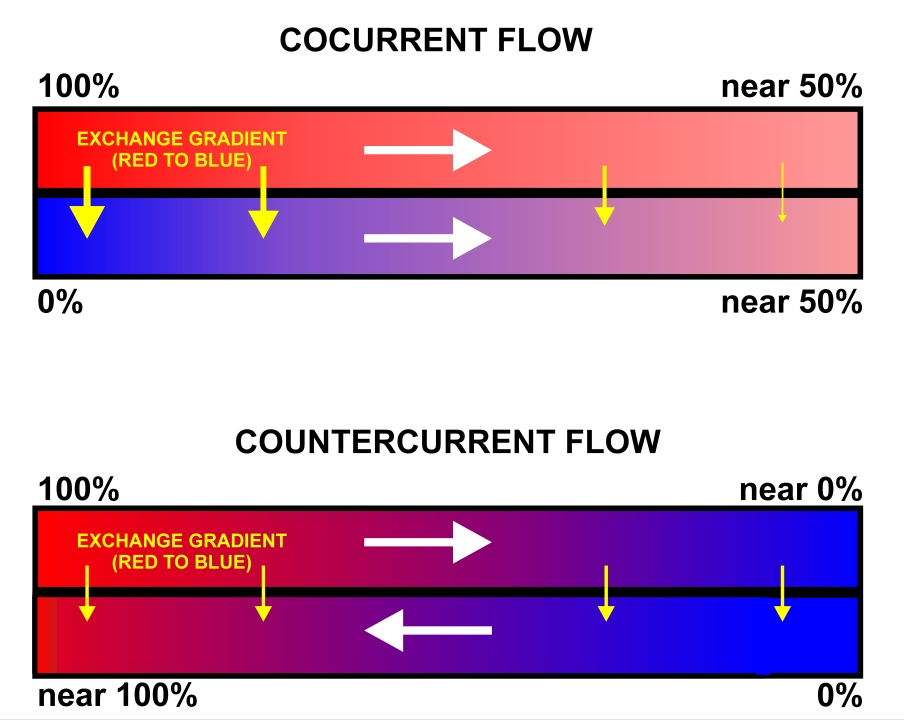
Схеми ілюструють залежність ступеня міжпоточного обміну теплотою від напрямку руху рідин. Червоним кольором позначена висока температура, синім — низька. Жовті стрілки вказують на напрямок переходу теплової енергії, білі — на напрямок руху рідин.

Зворотньопоточний обмін разом з співпоточним та протипоточним є механізмами, що використовуються для передачі певних властивостей від одного потоку рідини до іншого через бар'єр, що забезпечує обмін цією властивістю в одному напрямку. Цією властивістю може бути теплота, концентрація, хімічна сполука тощо.
Коли передається теплота, використовується теплопровідна мембрана, а для обміну хімічними сполуками — напівпроникна мембрана.

### Співпоточний обмін— лише наполовину
При співпоточному обміні дві рідини рухаються в одному напрямку.
Як показано на діаграмах, для системи протипоточного обміну характерний градієнт по всій довжині обмінника. При однакових потоках в двох трубочках при цьому методі обміну можлива передача лише половини властивостей від одного потоку до іншого, незалежно від довжини обмінника.
В кожному потоці значення властивості становитиме 50 % від значення для протилежного потоку на початку його руху і обмін припиниться після досягнення рівноваги та зниження градієнту до нульової позначки. У випадку не рівнозначних потоків стан рівноваги наближатиметься до значень, характерних для більш швидкого потоку.

##### Приклади співпоточного обміну
При співпоточному обміні теплотою дві рідини течуть в одному напрямку. Температура першої на початку становить, наприклад, 60°С, другої — 20°С. Теплопровідна мембрана або відкрита ділянка дозволяє обмін теплотою між двома потоками.
Гарячий потік нагріває холодний, холодний охолоджує гарячий. В результаті встановлюється рівновага: кожен потік має температуру 40°С, яка в подальшому не змінюється. На початку різниця теплоти потоків висока, а обмін теплотою інтенсивний. Наприкінці різниця практично відсутня, так само як і обмінні процеси.
Схожим прикладом є співпоточний обмін концентрацією. Система складається з двох трубочок — одна містить ропу (концентрований сольовий розчин), інша — воду з низьким вмістом солей — та з напівпроникної мембрани, яка дозволяє проникати лише воді (так заний осмотичний процес). Багато молекул води виходять з потоку води для розведення ропи, внаслідок чого концентрація солей у воді підвищується (так як солі не можуть виходити з рідини). Цей процес триватиме доки концентрації обох рідин урівняються, сягнувши приблизно середнього значення між двома початковими розчинами. Як тільки це трапляється зникає осмотичний тиск і подальшого обміну не відбувається.

### Протипоточний обмін— майже повний
При протипоточному обміні два потоки рухаються в протилежних напрямках.
Протипоточна обмінна система може підтримувати практично постійний градієнт між двома потоками по всій довжині контакту. Якщо ця довжина достатньо велика, а швидкість руху рідини досить низька, це може призвести до практично повного обміну. Тож, наприклад, при обміні теплотою рідина, що нагрівається матиме приблизно таку саму температуру як на початку мала рідина, що охолоджується.

#### Приклади протипоточного обміну
При проти поточному обміні теплотою гаряча рідина стає холодною, а холодна — гарячою. Наприклад, у верхню трубку потрапляє нагріта до 60°С вода. Вона поступово нагріває воду в нижній трубці практично до 60°С, хоч і невелика різниця температур між нагрітою та гарячою водою залишається. На «холодному» кінці холодна вода (20°С) виходить з верхньої трубки, а в нижню заходить. І ця холодна вода ще більше охолоджує воду в верхній трубці, знижуючи її температуру приблизно до 21°С.
В результаті в верхню трубку потрапляє гаряча вода, а виходить холодна. В нижню потрапляє холодна, а виходить — гаряча.
Умови, що сприяють обміну теплотою
Потрібно відзначити, що практично повний трансфер у системах протипоточного обміну можливий лише для рівнозначних потоків.
Для максимального концентраційного трансферу необхідно щоб швидкість руху рідин була однаковою. Для досягнення максимальних значень обміну теплотою потрібно щоб теплоємність і швидкість руху речовин була однаковою для двох потоків. Якщо вони не рівні між собою, наприклад теплота передається від води до повітря або навпаки, так само як і в співпоточних обмінних системах спостерігаються варіації градієнту так як наростання значень певних характеристик не передаються достатньою мірою.

## Протипоточний обмін в біологічних системах
Протипоточний обмін в біологічних системах відбувається відповідно до відкриття систем протипоточного примноження Вільямом Кухом.
Протипоточний обмін широко використовується в біологічних системах для різноманітних цілей. Наприклад, риби використовують цей механізм у зябрах для перенесення кисню з навколишнього середовища у кров, а птахи — для обміну теплотою між судинами в ногах з метою підтримання сталої температури тіла. У хребетних така система називається чудовою мережею (в оригіналі — назва судинної мережі в зябрах риб). Нирки ссавців використовують проти поточний обмін для видалення води з сечі щоб можна було зберегти воду, що була використана для виведення продуктів азотистого обміну.

### Примножуюча протипоточна петля в нирках
Протипоточна примножуючи петля — це система, в якій рідина тече в петлі таким чином, що на вході та на виході концентрація розчиненої речовини мала, але на дальньому кінці трубки дуже велика. До буферної рідини ззовні трубок ця речовина надходить у великій концентрації.
Такою петлею є петля Генле та прямі судини нирок (див. Протипоточний обмінник в нирках).

### Обмін теплотою між судинами
За низької температури швидкість руху крові в кінцівках птахів та ссавців знижується і в основному відбувається по глибоких венах, що лежать вздовж артерій. Це працює як протипоточна обмінна система, яка зумовлює циркулювання крові коротшими шляхами, що забезпечує збереження тепла. Підшкірні вени при цьому зменшують свій радіус внаслідок скорочення гладеньких м'язів судинної стінки.
Коли теплолюбні тварини потрапляють у воду нижчої температури, до якої вони не пристосовані, вони використовують ці механізми для перешкоджання втраті тепла через плавці. В їх плавцях є специфічні судинні плетива, що складаються з центральної артерії і пучка периферичних вен. Створюється градієнт, який забезпечує перехід теплоти з артеріальної крові до венозної, що повертається до серця.

### Збереження води у птахів
У морських та пустельних птахів було знайдено сольові залози поруч з носовою порожниною, які секретують ропу. Це дозволяє птахам пити солону воду і не шукати прісну. Також таким чином ці птахи видаляють надлишок солей, що потрапляє в організм при споживанні їжі, під час плавання та пірнання. Нирки солі в таких кількостях виводити не можуть. Солесекретуюча залоза була знайдена в таких морських птахів як пелікани, буревісники, альбатроси, чайки, крачки. В їхніх солесекретуючих залозах працюють два протипоточні механізми :
1) Система екстракції солі з використанням механізму протипоточного примноження, коли сіль активно викачується з венул в трубочки залоз. Хоча рідина в трубочках більш концентрована ніж плазма крові, відбувається протипоточний обмін: кров з високою концентрацією солі потрапляє в систему неподалік виходу трубочки залози і її з'єднання з головним каналом. Таким чином вздовж каналу спостерігається низький градієнт, який необхідно подолати щоб переправити сіль з крові до секрету залози шляхом активного транспорту.
2) Система постачання крові до залози також побудована так, щоб відбувався протипоточний обмін, для попередження повернення солей до кровоносної системи.